# Weald

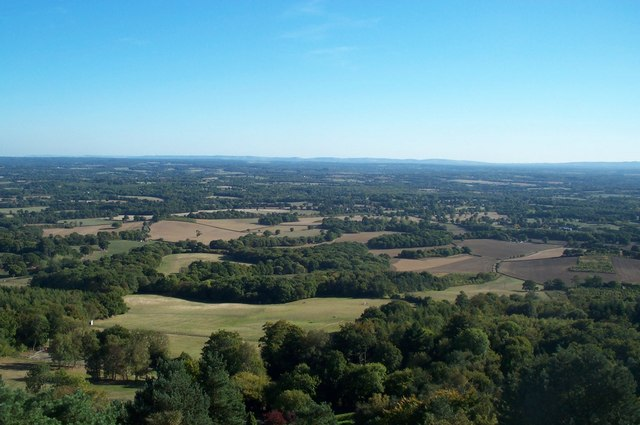
Zicht op de Weald

De Weald ([ˈwiːld]) is een landstreek en National Landscape in Zuidoost-Engeland tussen de parallelle krijtheuvelketens North Downs en South Downs. Het gebied ligt in de graafschappen West Sussex, East Sussex, Hampshire, Kent en Surrey. De Weald bestaat uit de zandstenen High Weald in het midden, de kleigrond Low Weald eromheen en de hogergelegen Greensand Ridge aan de noord- en westranden.
De Weald was eeuwenlang een enorm bos; de naam is afgeleid van het Oudengelse weald ('bos'). Het bos ontstond vanaf 600 jaar v.Chr. De Weald leverde eeuwenlang hout aan de ijzerindustrie. Het bos werd daardoor vele malen bedreigd, maar omdat de Weald ook een geliefde plek voor jagers en aanzienlijke graven was, bleef het bos gespaard. Het bos is met de tijd zeer gecultiveerd, zo zijn er vele uitheemse soorten te vinden vanuit Noord-Amerika en Japan. De oudste boom in de Weald is circa 250 jaar oud. Aan het einde van de Eerste Wereldoorlog was driekwart van het bos verdwenen, waarna men opnieuw begon bij te planten.